# Mitchell Young
Mitchell Dean Young (Coffs Harbour, 6 agosto 1990) è un cestista australiano.